# Stiesberg
Stiesberg (mundartlich: Schtiasbeərg, of də Schtiasbeərg) ist ein Gemeindeteil der Marktgemeinde Oberstaufen im bayerisch-schwäbischen Landkreis Oberallgäu.

## Geographie
Das Dorf liegt circa 500 Meter südwestlich des Hauptorts Oberstaufen. Südlich der Streusiedlung am Berghang verläuft die Queralpenstraße B 308.

## Ortsname
Der Ortsname stammt vermutlich vom mittelhochdeutschen Wort stieʒ für stießen, hacken und bedeutet (Siedlung am) Berg, wo der Boden vor dem Säen durch Hacken aufgebrochen wurde.

## Geschichte
Stiesberg wurde erstmals urkundlich im Jahr 1467 als Stussberg erwähnt.